# ARA Bouchard (1936)
ARA Bouchard (M-7) – argentyński trałowiec z lat 30. XX wieku, pierwsza z dziewięciu jednostek typu Bouchard. Okręt został zwodowany 20 marca 1936 roku w stoczni Astillero Río Santiago w Ensenada, a do służby w Armada de la República Argentina przyjęto go 27 stycznia 1937 roku. W 1964 roku jednostka została zakupiona przez Paragwaj i 13 marca tego roku weszła w skład Armada Paraguaya pod nazwą ARP „Nanawa” jako patrolowiec. Okręt został wycofany ze służby 15 listopada 2017 roku.

## Projekt i budowa
Trałowce typu Bouchard były pierwszymi dużymi i nowoczesnymi okrętami zbudowanymi w Argentynie . Projekt jednostek bazował na pozyskanych przez Argentynę po I wojnie światowej niemieckich trałowcach typu Minensuchboot 1915, z zastąpieniem napędu parowego silnikami wysokoprężnymi . Wadą okrętów była słaba stateczność .
ARA „Bouchard” zbudowany został w stoczni Astillero Río Santiago w Ensenada . Stępkę okrętu położono w 1935 roku, a zwodowany został 20 marca 1936 roku . Nazwa jednostki została nadana na cześć argentyńskiego oficera marynarki.

## Dane taktyczno-techniczne
Okręt był trałowcem o długości całkowitej 59 metrów, szerokości 7,3 metra i zanurzeniu 2,27 metra . Wyporność standardowa wynosiła 450 ton, a pełna 520 ton .
Trałowiec napędzany był przez dwa dwusuwowe silniki wysokoprężne MAN o łącznej mocy 2000 KM, poruszające dwiema śrubami, co pozwalało osiągnąć maksymalną prędkość wynoszącą 15 węzłów . Okręt zabierał 50 ton paliwa, co pozwalało osiągnąć zasięg wynoszący 3000 Mm przy prędkości 10 węzłów .
Uzbrojenie artyleryjskie jednostki stanowiły dwa pojedyncze działa kalibru 102 mm Bethlehem Mod. 1 L/50 (lub dwa włoskie działa OTO kalibru 100 mm L/47), dwa pojedyncze działka plot. kal. 40 mm Vickers Mark VIII L/39 oraz dwa pojedyncze karabiny maszynowe kalibru 7,7 mm L/94 . Wyposażenie trałowe stanowił mechaniczny trał kontaktowy .
Załoga okrętu składała się z 62 oficerów, podoficerów i marynarzy.

## Służba
ARA „Bouchard” został przyjęty do służby w Armada de la República Argentina 27 stycznia 1937 roku . Jednostka otrzymała numer burtowy M-7 . Na początku lat 60. okręt wyposażono w radar . W lutym 1964 roku okręt został sprzedany do Paragwaju, gdzie wszedł do służby w Armada Paraguaya pod nazwą ARP „Nanawa” i numerem taktycznym M-1 13 marca tego roku . Jednostka służyła jako rzeczny okręt patrolowy, a jej uzbrojenie obejmowało dwa podwójne zestawy działek plot. kalibru 40 mm Bofors Mark 1 L/60 oraz dwa pojedyncze wielkokalibrowe karabiny maszynowe kalibru 12,7 mm L/90 . Liczebność załogi została powiększona do 70 osób . Na początku lat 90. numer taktyczny okrętu zmieniono na P-01, a wkrótce na P-02 . Bazą okrętu był Asunción.
Ostatnie opuszczenie bandery na okręcie odbyło się 15 listopada 2017 roku .